# Kulina, Aleksinac
Kulina (izvirno srbsko Кулина) je naselje v Srbiji, ki upravno spada pod Občino Aleksinac; slednja pa je del Niškega upravnega okraja.

## Demografija
V naselju živi 368 polnoletnih prebivalcev, pri čemer je njihova povprečna starost 25,9 let (24,3 pri moških in 27,7 pri ženskah). Naselje ima 81 gospodinjstev, pri čemer je povprečno število članov na gospodinjstvo 2,69.
To naselje je, glede na rezultate popisa iz leta 2002, skoraj popolnoma srbsko.
|  |

| Demografija | Demografija     | Demografija     |
| Leto        | Št. prebivalcev | Št. prebivalcev |
| ----------- | --------------- | --------------- |
|             |                 |                 |
|             |                 |                 |
|             |                 |                 |
|             |                 |                 |
| 1948        | 543             |                 |
| 1953        | 528             |                 |
| 1961        | 670             |                 |
| 1971        | 676             |                 |
| 1981        | 672             |                 |
| 1991        | 764             | 761             |
| 2002        | 735             | 731             |
|             |                 |                 |

| Etnična sestava po popisu iz leta 2002 | Etnična sestava po popisu iz leta 2002 | Etnična sestava po popisu iz leta 2002 | Etnična sestava po popisu iz leta 2002 | Etnična sestava po popisu iz leta 2002 |
| -------------------------------------- | -------------------------------------- | -------------------------------------- | -------------------------------------- | -------------------------------------- |
| Srbi                                   | Srbi                                   |                                        | 689                                    | 94,25%                                 |
| Črnogorci                              | Črnogorci                              |                                        | 10                                     | 1,36%                                  |
| Romi                                   | Romi                                   |                                        | 8                                      | 1,09%                                  |
| Makedonci                              | Makedonci                              |                                        | 8                                      | 1,09%                                  |
| Muslimani                              | Muslimani                              |                                        | 6                                      | 0,82%                                  |
| Hrvati                                 | Hrvati                                 |                                        | 3                                      | 0,41%                                  |
| Albanci                                | Albanci                                |                                        | 3                                      | 0,41%                                  |
| Madžari                                | Madžari                                |                                        | 2                                      | 0,27%                                  |
| Neznano                                | Neznano                                |                                        | 2                                      | 0,27%                                  |